# Harcharan Singh Brar

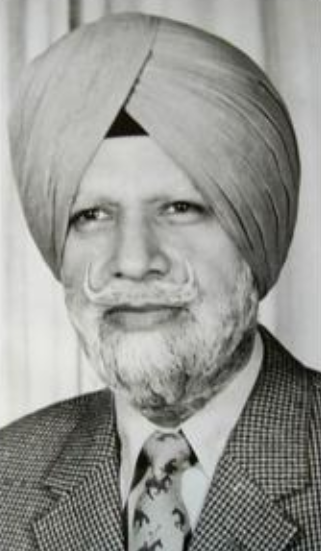
Harcharan Singh Brar (1995)

Harcharan Singh Brar (* 22. Januar 1922 in Sarai Naga; † 6. September 2009 in Chandigarh) war ein indischer Politiker der Kongresspartei. Vom 31. August 1995 bis zum 21. November 1996 war er Chief Minister des indischen Bundesstaates Punjab. Er war Nachfolger des ermordeten Chief Ministers Beant Singh.
Brar war Gouverneur von Orissa von Februar 1977 bis September 1977 und anschließend bis 1979 Gouverneur von Haryana. Er starb nach langer Krankheit im Alter von 87 Jahren.